# 마린라이너
마린라이너(일본어: マリンライナー 마린라이나[*], 영어: Marine Liner)는 서일본여객철도(JR 서일본)와 시코쿠여객철도(JR 시코쿠)가 오카야마역 ~ 다카마쓰역 간을 우노 선, 혼시비산 선(세토오오하시 선), 요산선을 경유하여 공동 운행하는 쾌속열차이다. JR 서일본의 일반공모로 결정되었다.
1988년 4월 10일에 세토대교 선 개통과 동시에 213계 전동차가 도입되었고 2003년 10월에 5000계, 223계 5000번대 차량이 도입되면서 213계 전동차 차량이 퇴역되었다. 산요 신칸센 정차 역인 오카야마에서 다카마쓰까지 운행하고 있다.

## 정차역
| 역 이름                        | 일본어 이름 | 정차역 |
| ------------------------------ | ----------- | ------ |
| 오카야마                       | 岡山        | ●      |
| 오모토                         | 大元        | ■      |
| 비젠니시이치                   | 備前西市    | ■      |
| 세노오                         | 妹尾        | ●      |
| 빗추미시마                     | 備中箕島    | ↔      |
| 하야시마                       | 早島        | ●      |
| 구구하라                       | 久々原      | ↔      |
| 자야마치                       | 茶屋町      | ●      |
| 우에마쓰                       | 植松        | ■      |
| 기미                           | 木見        | ■      |
| 가미노초                       | 上の町      | ■      |
| 고지마                         | 児島        | ●      |
| 세토 대교                      |             |        |
| 사카이데                       | 坂出        | ●      |
| 야소바                         | 八十場      | ↔      |
| 가모가와                       | 鴨川        | ■      |
| 사누키후추                     | 讃岐府中    | ↔      |
| 고쿠부                         | 国分        | ■      |
| 하시오카                       | 端岡        | ■      |
| 기나시                         | 鬼無        | ■      |
| 고자이                         | 香西        | ↔      |
| 다카마쓰                       | 高松        | ●      |
| ●＝정차；■＝일부 정차；↔＝통과 |             |        |

## 운행 열차

### 현재 운행하는 열차

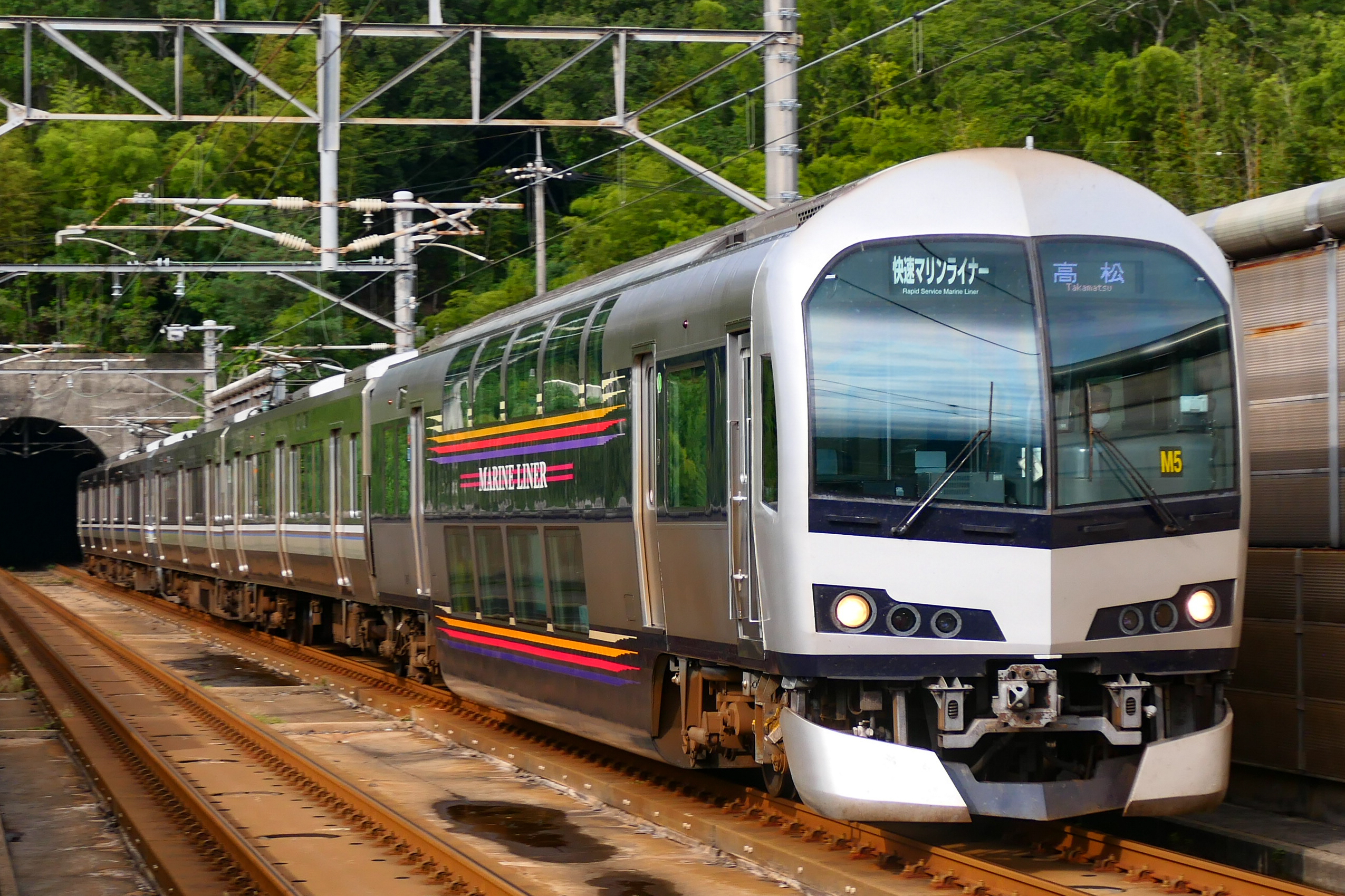
5000계
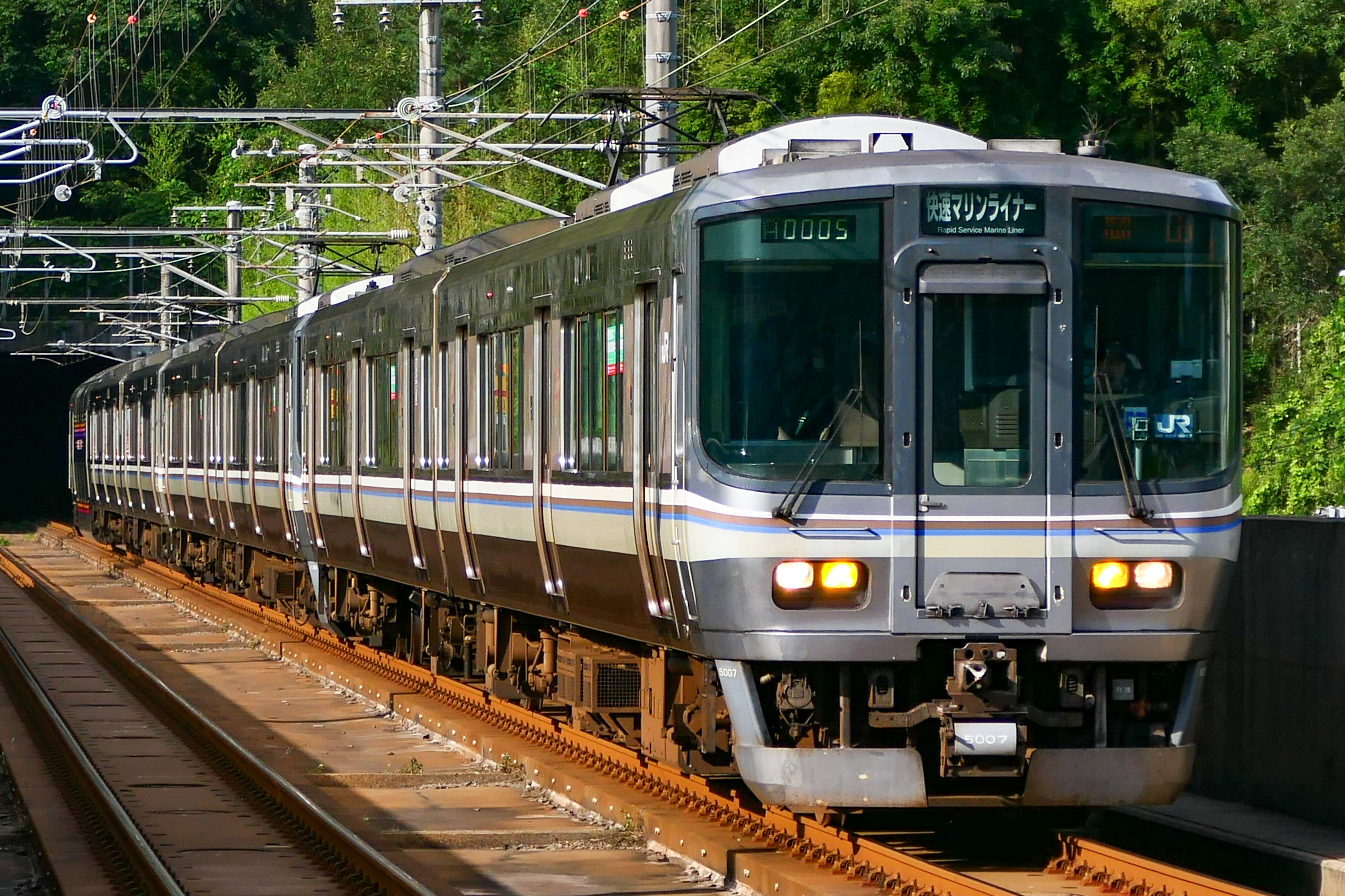
223계 5000번대
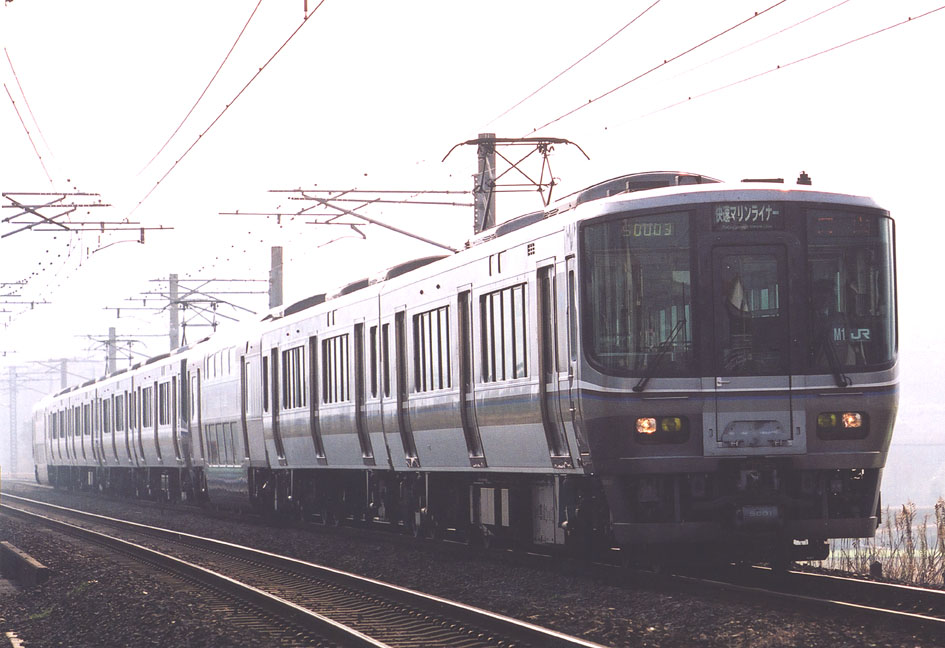
마린라이너 8량 편성 (2003년)
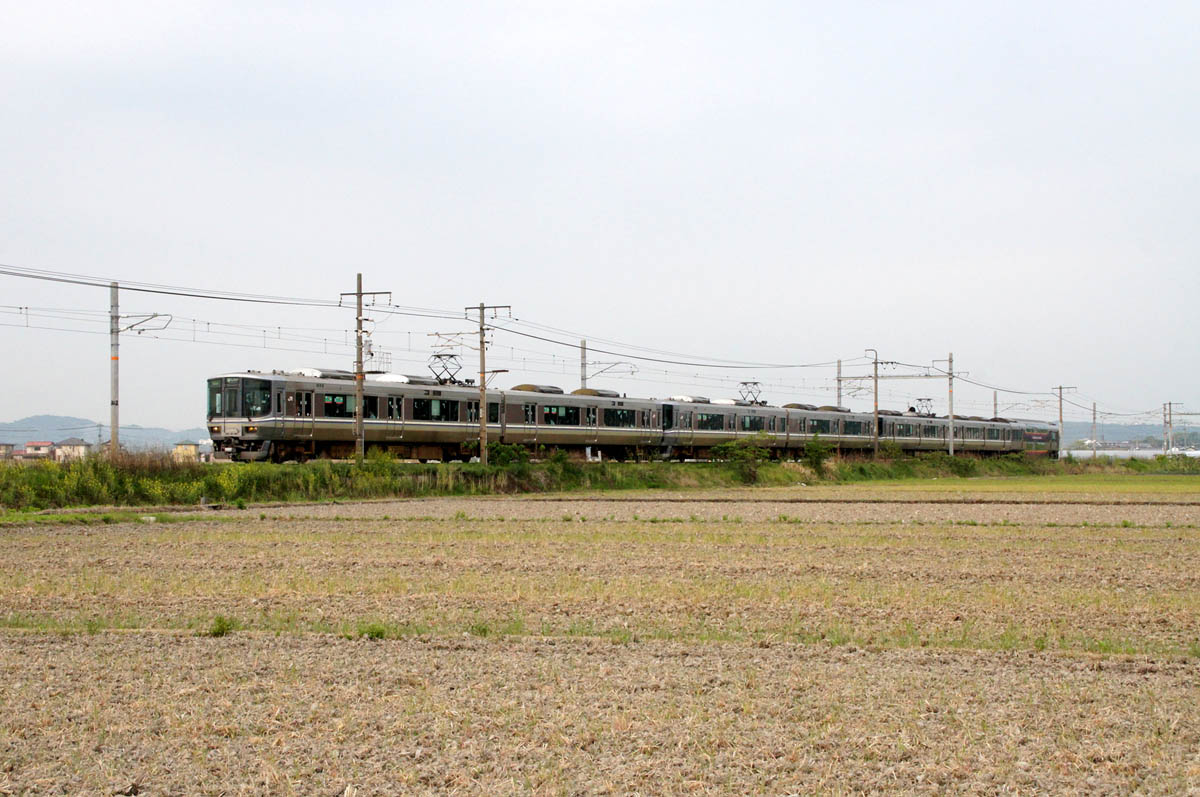
마린라이너 7량 편성

- 5000계
- 223계 5000번대
- 마린라이너 8량 편성 (2003년)
- 마린라이너 7량 편성

### 퇴역 및 과거 운행 열차

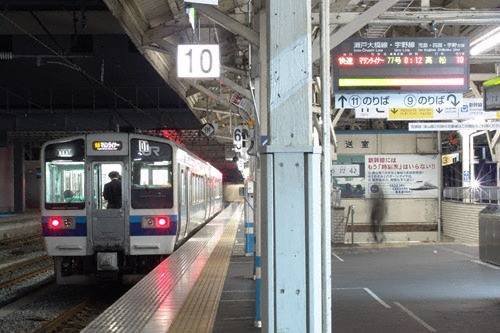
213계
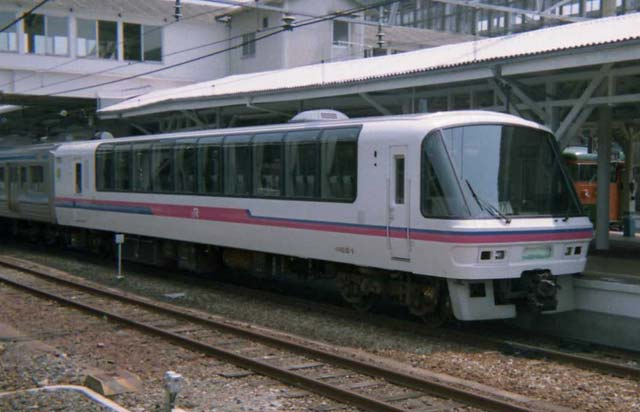
쿠로 212형

- 213계
- 쿠로 212형

## 객차 구성
- G : 그린차
- W : 표준석
- G (그린차), R (좌석) : 지정석
- NR (표준석만 해당) : 자유석

| 1              | 2  |
| 223계 5000번대 |    |
| NR             | NR |

| 1      | 2  | 3  |
| 5000계 |    |    |
| G      | NR | NR |
| R      | NR | NR |

| 1      | 2      | 3      | 4              | 5              |
| 5000계 | 5000계 | 5000계 | 223계 5000번대 | 223계 5000번대 |
| G      | NR     | NR     | NR             | NR             |
| R      | NR     | NR     | NR             | NR             |

| 1      | 2      | 3      | 4              | 5              | 6              | 7              |
| 5000계 | 5000계 | 5000계 | 223계 5000번대 | 223계 5000번대 | 223계 5000번대 | 223계 5000번대 |
| G      | NR     | NR     | NR             | NR             | NR             | NR             |
| R      | NR     | NR     | NR             | NR             | NR             | NR             |